# Chandra Talpade Mohanty
Chandra Talpade Mohanty (Bombay, 1955) è una sociologa indiana, eminente teorica femminista, specializzata in femminismo transnazionale e postcolonialista.

## Biografia
Chandra Talpade Mohanty è di Bombay, India. Ha ottenuto il suo dottorato presso l'Università dell'Illinois (Urbana-Champaign). Si è laureata ed ha successivamente frequentato un master  all'Università di Delhi in India. Per lungo periodo è stata professoressa in programmi di women's studies all'Hamilton College, nello stato di New York. Attualmente è professoressa di women's studies presso la Syracuse University.
La sua opera più conosciuta è "Under Western Eyes: Feminist Scholarship and Colonial Discourses" pubblicata nel 1986.
In questo saggio Mohanty articola una critica del progetto politico del femminismo occidentale per quanto riguarda la costruzione della categoria "Donna del terzo mondo" come una entità egemonica ed omogenea al suo interno.
Mohanty ritiene che il femminismo occidentale abbia trascurato le differenze tra donne del sud del mondo, rappresentandole come uniformemente povere, ignoranti e oppresse. Al contrario, secondo Mohanty, le esperienze di oppressione sono molto diverse tra loro e le loro caratteristiche dipendono da condizioni contingenti come la collocazione geografica, il periodo storico e la cultura locale.
Nel 2003, Chandra Mohanty ha pubblicato "Feminism Without Borders: Decolonizing Theory, Practicing Solidarity". In quest'opera, l'autrice esprime l'esigenza di unire teoria e pratica, il personale con il politico. I temi portanti del libro sono la politica di solidarietà transnazionale, la politica delle differenze, e la lotta contro il capitalismo globale.